# Martina Beck
Martina Beck (născută Glagow; n. 21 septembrie 1979, Garmisch-Partenkirchen, RFG) este o biatlonistă germană, medaliată olimpică. A participat la 3 ediții ale Jocurilor Olimpice (2002, 2006, 2010) în care a câștigat 3 medalii de argint și o medalie de bronz.